# Yvona Tobišová
Yvona (Ivona) Tobišová nepřechýleně Yvonne Tobiš (provd. Leonová) (* 5. února 1948 Bratislava) je bývalá československá a izraelská sportovní plavkyně židovského původu.

## Sportovní kariéra
Narodila se do rodiny bratislavského chirurga – otorhinolaryngologa židovského původu Davida Tobiše. Plavat se naučila v 5 letech pod dohledem svého otce. Závodnímu plavání se věnovala od svých 8 let pod vedením doc. Černoška z plaveckého oddílu Slávia VŠ v Bratislavě. Vrcholově se začala připravovat ve svých jedenácti letech pod vedením Oto Urbana. Zvládala na velmi slušné úrovni všechny čtyři olympijské plavecké styly – nejlépe znak.
V československé plavecké ženské reprezentaci se objevila poprvé v roce 1960 ve 12 letech.
V červnu 1962 překonala v Bratislavě 5 let starý československý rekord 1:07,7 Marty Skupilové na prestižní trati 100 m volný způsob. Nový rekord měl hodnotu 1:07,2. V srpnu startovala ve svých 14 letech na mistrovství Evropy ve východoněmeckém Lipsku. Svoji univerzálnost na plavecké styly mohla poprvé využít při premiéře polohového závodu na 400 m, ve kterém nepostoupila časem 6:00,8 z rozplaveb do finále. Na 100 m volný zaplavala na hranici svého osobního maxima, ale na postup do finále to nestačilo. S polohovou štafetou 4×100 m rovněž do finále nepostoupila.
Po ukončení základní školy (10. osmiletka) v roce 1963 dostala sportovní stipendium na střední školu Millfield v městě Street v hrabství Somerset ve Spojeném království.
V roce 1964 její přípravu na olympijské hry v Tokiu ovlivnilo zranění nohy při jízdě na kole. Pro start v Tokiu nakonec nesplnila požadovaná kritéria.
Na přelomu roku 1964/1965 odešla do Izraele jako kibucový dobrovolník. Izrael reprezentovala na olympijských hrách v Mexiku v roce 1968. Startovala v polohových závodech na 200 a 400 m a na 100 m motýlek.